# Llanidloes Without
Llanidloes Without är en community i Storbritannien.   Den ligger i kommunen Powys och riksdelen Wales, i den södra delen av landet, 260 km väster om huvudstaden London.
Communityn omfattar landsbygden kring staden Llanidloes som inte ingår i Llanidloes Without community. Den största byn är Van (kymriska: Y Fan). 